# Potiskavec
Potiskavec este o localitate din comuna Dobrepolje, Slovenia, cu o populație de 49 de locuitori.